# Eleição parlamentar na Nigéria em 1954
A eleição parlamentar nigeriana de 1954 foi a primeira eleição legislativa realizada na Nigéria após a aprovação do referendo constitucional desse mesmo ano, no qual a maioria do eleitorado do país votou a favor de conceder à Nigéria colonial maior autonomia político-administrativa frente ao Reino Unido. Ocorrida oficialmente entre outubro e dezembro de 1954, o Congresso Popular do Norte (NPC) foi o partido mais votado, obtendo 45,65% dos votos válidos e elegendo a maior bancada da Assembleia Nacional da Nigéria, composta por 84 deputados.

## Análise dos resultados
Enquanto o NPC elegeu deputados apenas na Região Norte, sua base eleitoral, o Conselho Nacional da Nigéria e Camarões (NCNC) elegeu deputados tanto na Região Leste quanto na Região Oeste. Por fim, o Grupo Ação (AG), 3.º partido mais votado, foi todavia o único a eleger deputados nas três regiões do país.
Levando tal critério em consideração, a administração colonial britânica decidiu promover uma partilha do poder, delegando aos três candidatos mais votados o cargo de primeiro-ministro de cada uma das 3 regiões administrativas do país: Abubakar Balewa (NPC) com o Norte, Nnamdi Azikiwe (NCNC) com o Oeste e Obafemi Awolowo (AG) com o Leste.

## Sistema eleitoral
Para a realização deste pleito eleitoral, cada região da Nigéria teve autonomia para implementar o sistema eleitoral que preferisse: enquanto a eleição direta foi implementada nas regiões Leste e Oeste, o colégio eleitoral foi implementado na Região Norte.
Dos 184 assentos que compõem a Assembleia Nacional da Nigéria 92 foram ocupados pelos deputados eleitos do Norte, 42 foram ocupados pelos deputados eleitos do Leste, outros 42 foram ocupados pelos deputados eleitos do Oeste, 6 foram ocupados pelos deputados eleitos do Sul de Camarões e 2 deputados foram eleitos pelo distrito de Lagos, antiga capital do país.